# Śnieżnica
Die Śnieżnica ist ein 1007 m hoher Berg in den Inselbeskiden um die Stadt Limanowa in der Woiwodschaft Kleinpolen in Polen. Der Berg liegt in der Nähe der Wasserscheide zwischen den Flüssen Raba und Dunajec. Der Śnieżnica benachbart ist der Berg Ćwilin (1071 m).

## Zugang

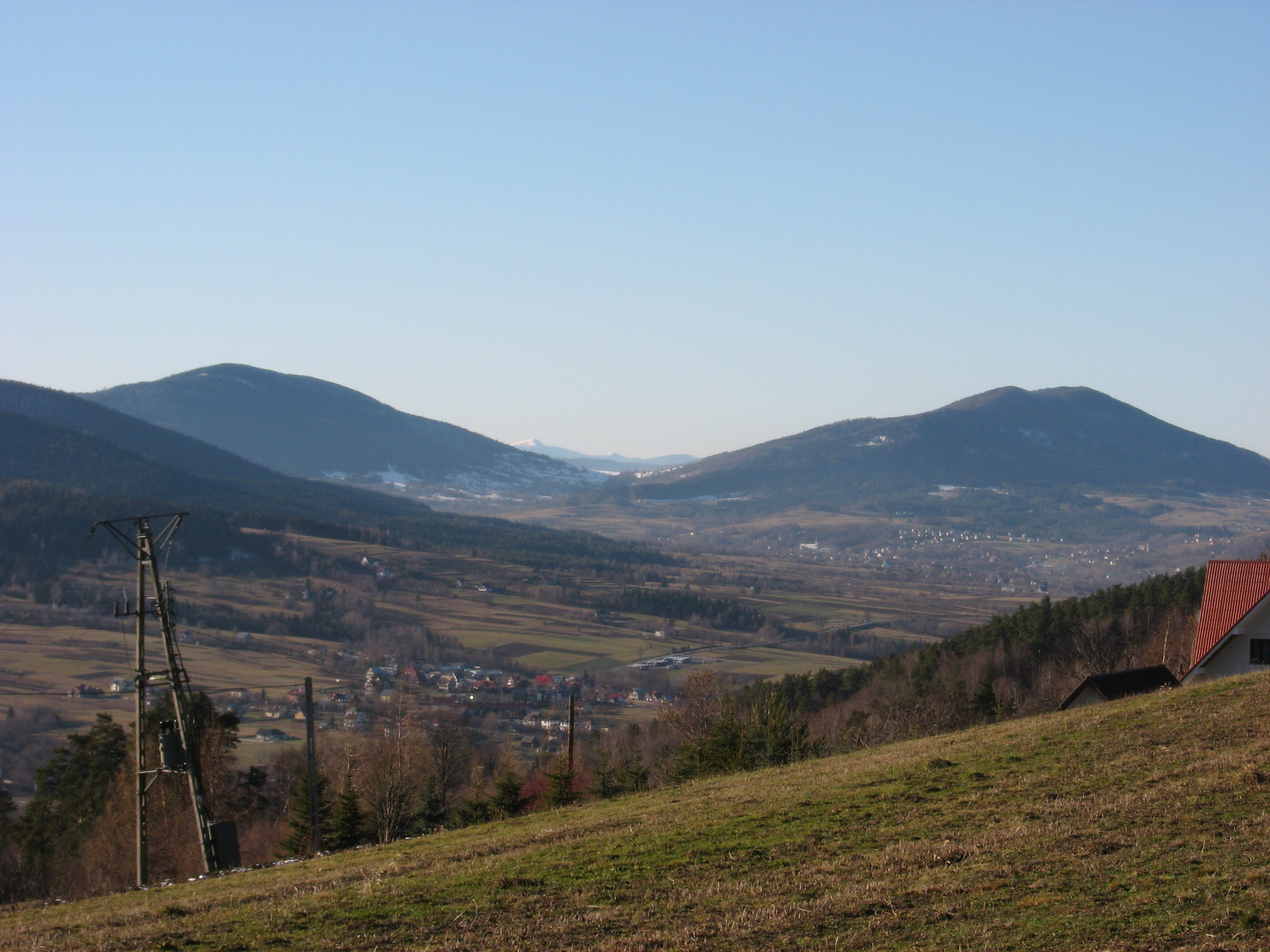
Die Śnieżnica (rechts) und der 1071 m hohe Ćwilin (links), dazwischen der Przełęcz Gruszowiec, im Hintergrund die Babia Góra

- Ein Zugangsweg führt von der im Nordosten gelegenen Bahnstation Kasina Wielka in rund 1:45 h auf den Gipfel.
- Ein weiterer Weg erreicht den Gipfel vom Pass Przełęcz Gruszowiec (660 m) an der Droga krajowa 28.